# Coniopteryx zomborii
Coniopteryx zomborii är en insektsart som beskrevs av György Sziráki 2001. Coniopteryx zomborii ingår i släktet Coniopteryx och familjen vaxsländor. Inga underarter finns listade i Catalogue of Life.